# Minor Watson
Minor Watson, född 22 december 1889 i Marianna, Arkansas, död 28 juli 1965 i Alton, Illinois, var en amerikansk skådespelare. Watson medverkade under åren 1913-1956 i över 100 Hollywoodfilmer som birollsskådespelare. Han verkade även som teaterskådespelare på Broadway åren 1922-1945.

## Filmografi i urval
- 1935 – Charlie Chan i Paris
- 1937 – I skyskrapornas skugga
- 1937 – Vi kadetter
- 1937 – That Certain Woman
- 1938 – Han som tänkte med hjärtat
- 1938 – Of Human Hearts
- 1939 – Andy Hardy lever högt
- 1939 – Mannen som kom tillbaka
- 1939 – Vild och galen
- 1939 – Huckleberry Finns äventyr
- 1940 – Abraham Lincoln - en folkets man
- 1941 – De dog med stövlarna på
- 1941 – Semester i Miami
- 1941 – Vildmarkens riddare
- 1942 – Gentleman Jim
- 1942 – Yankee Doodle Dandy
- 1942 – Ringar på vattnet
- 1942 – Årets kvinna
- 1942 – Jag var en gangster
- 1943 – Gift dej med mej
- 1943 – Hans lyckliga ungdom
- 1944 – Gäckande skuggan tar hem spelet
- 1946 – Lassie i vildmarken
- 1947 – Trassel med fruntimmer
- 1949 – Bortom skogen
- 1949 – X - filmen om en farlig kvinna
- 1950 – Mister 880
- 1950 – The Jackie Robinson Story
- 1951 – Ny gryning
- 1951 – Plats för skratt
- 1956 – Trapets
- 1956 – Ambassadörens dotter